# OGK-2
OGK-2 es una compañía rusa de generación de electricidad formada por la fusión de cinco compañías de generación. La mayoría de las acciones de la compañía están en propiedad de Gazprom.

## Historia y operaciones
En 2005, las siguientes 5 plantas eléctricas fueron fusionadas en una compañía:
- Pskov GRES – 430 MW
- Serov GRES – 526 MW
- Stavropol GRES – 2.400 MW
- Surgut GRES-1 - 2.059 MW
- Troitsk GRES – 3.280 MW

La capacidad instalada de las cinco plantas térmicas de electricidad de se en torno a 8.700 MW.
La potencia de salida de las plantas de OGK-2 en 2007 era de alrededor de 48 TWh.
En abril de 2010, se anunció que Gazprom, el mayor accionista de OGK-2 y OGK-6, fusionaría estas compañías para crear una única compañía con 10 centrales eléctricas y una capacidad de 17.750 MW.